# Patricio Guzmán
Pour les articles homonymes, voir Guzmán.
Patricio Guzmán Lozanes, né le 11 août 1941 à Santiago du Chili, est un cinéaste chilien, surtout connu pour ses nombreux documentaires sur l'histoire du Chili.

## Biographie
De 1966 à 1969, Patricio Guzmán étudie à l'École officielle de l'art cinématographique à Madrid.
Dans les années 1970, il s'intéresse au gouvernement de Salvador Allende en produisant et réalisant La Bataille du Chili, une trilogie documentaire pour laquelle il collabore avec Chris Marker. Cette œuvre, qui lui vaut plusieurs prix importants, fonde les bases de son cinéma.
Expatrié à Paris, avec son épouse Renate Sachse, il reste très attaché à son pays et à son histoire. Il réalise ainsi de nombreux documentaires sur le Chili du XXe siècle, notamment autour des deux grandes personnalités politiques du pays : Augusto Pinochet (Le Cas Pinochet en 2001) et Salvador Allende (Salvador Allende en 2004). Il montre aussi la lutte de l'Église catholique pour la défense des Droits de l'homme dans Au nom de Dieu en 1987.
En 2019, le cinéaste présente au festival de Cannes La Cordillère des songes, un documentaire poignant qu'il a tourné sur la cordillère des Andes. Après, Nostalgie de la lumière et Le Bouton de nacre, La Cordillère des songes est une œuvre poétique qui vous immerge au coeur de la cordillère des Andes. Terre sauvage, difficilement accessible, cette montagne qui surplombe la ville de Santiago est le témoin silencieux de l’histoire compliquée du Chili.
La même l'année, il est fait docteur honoris causa par l'Université Bordeaux Montaigne.
En janvier 2021, la première biographie complète de la vie et l’œuvre du cinéaste chilien est publiée par Julien Joly, aux éditions L'Harmattan.

## Filmographie

### Courts et moyens métrages
- 1965 : Viva la libertad
- 1965 : Electroshow
- 1965 : Artesanía popular
- 1968 : Escuela de sordomudos
- 1968 : La Tortura y otras formas de diálogo , « un chapitre amplifié et déformé de la pièce de Jorge Díaz Introducción al elefante y otras zoologías »
- 1968 : Imposibrante
- 1968 : Pus-6
- 1969 : El Paraíso ortopédico
- 1985 : México precolombino (5 courts métrages)
- 1988 : El proyecto ilustrado de Carlos III (4 moyens métrages)
- 1995 : Pueblo en vilo
- 1999 : La Isla de Robinson Crusoe
- 2002 : Madrid
- 2005 : Mi Julio Verne

### Longs métrages
- 1971 : Chile, elecciones municipales
- 1972 : La Respuesta de octubre
- 1973 : La Première Année (Primer año)
- 1975-1979 : La Bataille du Chili (La Batalla de Chile: la lucha de un pueblo sin armas), en 3 parties :
  - 1975] : L'Insurrection de la bourgeoisie (La insurrección de la burguesía)
  - 1977 : Le Coup d'État (El golpe de estado)
  - 1979 : Le Pouvoir populaire (El poder popular)
- 1983 : La Rose des vents (La Rosa de los vientos)
- 1987 : Au nom de Dieu (En nombre de Dios)
- 1992 : La Croix du Sud (La Cruz del Sur)
- 1995 : Les Barrières de la solitude
- 1997 : Chili, la mémoire obstinée (Chile, la memoria obstinada)
- 2000 : Invocación (coréalisateur)
- 2001 : Le Cas Pinochet (El Caso Pinochet)
- 2004 : Salvador Allende
- 2010 : Nostalgie de la lumière (Nostalgia de la luz)
- 2015 : Le Bouton de nacre (El botón de nácar)
- 2019 : La Cordillère des songes (La Cordillera de los sueños)
- 2022 : Mon pays imaginaire (Mi país imaginario)

### Comme narrateur
- 1997 : Chili, la mémoire obstinée (Chile, la memoria obstinada)
- 2004 : Salvador Allende

## Distinctions

### Récompenses

#### PourLa Bataille du Chili
- Prix du Syndicat Français de la Critique de Cinéma 1976 : Prix du meilleur court métrage (pour la partie 1)
- Leipzig DOK Festival 1976 : Prix spécial du jury (pour la partie 1)

#### PourAu nom de Dieu
- Berlinale 1988 : Prix OCIC (mention honorable) et Prix du Film de Paix (mention honorable)

#### PourLa Croix du Sud
- Festival international du film d'Amiens 1991 : Prix OCIC (mention honorable)
- Festival international de cinéma de Marseille 1992 : Grand Prix

#### PourChili, la mémoire obstinée
- Festival international de cinéma de Marseille 1997 : Prix du public
- Festival du film de La Havane 1997 : Seconde Prix du Grand Corail
- Leipzig DOK Festival 1998 : Colombe d'Argent et Prix Don Quichotte (mention honorable)
- Festival international du film de Saint-Louis 1998 : Meilleur documentaire (à égalité avec Exile in Sarajevo)
- Festival du court métrage de Yorkton 1998 : Gerbe d'or de la meilleure réalisation

#### PourLe Cas Pinochet
- Festival international de cinéma de Marseille 2001 : Grand Prix
- Festival international du film de San Francisco 2002 : Prix Golden Gate

#### PourSalvador Allende
- Festival du film latino-américain de Lima 2004 : Meilleur documentaire

#### PourNostalgia de la luz
- Festival du film d'Abu Dhabi 2010 : Meilleur documentaire

#### PourLe Bouton de nacre
- Festival international du film de Berlin 2015 : Ours d'argent du meilleur scénario
- 21e cérémonie des prix Lumières 2016 : Prix du meilleur documentaire (ex æquo)

#### Pour l'ensemble de son œuvre
- Prix Charles‐Brabant 2016 de la SCAM[4]

### Nominations
Pour La Rose des vents :
- Festival international du film de Moscou 1983 : Prix d'Or

Pour Salvador Allende :
- Festival de Cannes 2004 : Sélection officielle - Hors compétition
- Goya 2005 du meilleur documentaire

Pour La Cordillère des songes :
- 45e cérémonie des César : meilleur documentaire